# Максимівщина (Лубенський район)
Макси́мівщина —  село в Україні, в Лубенському районі Полтавської області. Населення становить 49 осіб. Колишній орган місцевого самоврядування — Воронинцівська сільська рада.

## Географія
Село Максимівщина знаходиться на правому березі річки Сліпорід, вище за течією примикає село Лазірки, нижче за течією примикає село Козаче. По селу протікає пересихаючий струмок з загатою.

## Історія
12 червня 2020 року, відповідно до розпорядження Кабінету Міністрів України № 721-р «Про визначення адміністративних центрів та затвердження територій територіальних громад Полтавської області», село увійшло до складу Новооржицької селищної громади.
19 липня 2020 року, в результаті адміністративно - територіальної реформи та ліквідації Оржицького району, село увійшло до складу новоутвореного Лубенського району.